# Raid d'Amr ibn al-As
Le raid de Amr ibn al-As, à Ruhat, se déroula en janvier 630 AD, 8AH, 9e mois, du Calendrier Islamique,,.